# Илария (Нечаева)
Илария (Нечаева) (урождённая Баснина; ум. 1837) — игуменья Знаменского монастыря Иркутской митрополии Русской православной церкви.
Илария Баснина родилась в городе Иркутске в купеческой семье. Лишившись мужа, она 11 октября 1816 года поступила в Знаменский монастырь родного города и 24 марта 1818 года постриглась в монашество.
8 января 1827 года Илария (Нечаева) была назначена казначеем и помощницей игуменьи; а 21 октября 1828 года была произведена в игуменьи.
Частью своими ходатайствами начальству, частью при содействии своих братьев Басниных (совладельцев «Торгового дома Басниных»), она обустроила и существенно обогатила вверенный ей монастырь.
По отзывам современников, по отношению к сёстрам она была добра, попечительна, но одновременно справедлива и строга.
26 марта 1831 года из-за конфликта с архиереем (Иринеем (Несторовичем)) мать-настоятельница Илария была временно отстранена от должности, но вскоре вновь допущена к управлению монастырём. Напротив, Иринея 28 июня 1831 года указом Святейшего Синода отрешили от управления епархией.
В 1836 году благодаря поддержке купечества архиепископ Иркутский Иннокентий (Александров) и игуменья Илария добились от Святейшего синода решения о переводе монастыря во 2-й класс, по штату которого полагалось получать из казны постоянное денежное довольствие на содержание игуменьи, казначеи, 15 монахинь, 15 послушниц и 15 бели́ц.
На этом посту Илария (Нечаева) и скончалась 26 сентября 1837 года.